# Battaglia di Montechiarugolo
La battaglia di Montechiarugolo, combattuta tra il 1796 e il 1797, è stato un conflitto armato tra la neonata Guardia Civica reggiana - formatasi, appunto, durante la prima campagna d'Italia napoleonica - ed alcuni soldati francesi contro alcune truppe austriache stanziatesi nel castello di Montechiarugolo. Queste ultime furono attaccate dalla Guardia Civica e dai soldati francesi per un non specificato motivo.
La battaglia si svolse tra il 4 ottobre del 1796 e il 7 gennaio del 1797 nell'omonimo comune emiliano e a Montecchio, in provincia di Parma - in quanto vi si formò un corpo militare paesano imitante la Guardia Civica formatasi a Reggio Emilia.
L'evento, seppur di breve durata, ebbe un'enorme risonanza a livello storico-politico in quanto fu il primo scontro a fuoco combattuto tra un corpo militare appartenente ad un'Italia non ancora unificatasi ed un esercito straniero. Tuttavia, in Italia, fu importante anche e soprattutto perché la lotta fece da preludio a quello che sarebbe stato il Risorgimento italiano - mentre erano ancora in corso le guerre napoleoniche.

## Battaglia

### Casus belli
Secondo le cronache dell'epoca, la battaglia ebbe inizio il 4 ottobre del 1796 perché delle milizie volontarie della Guardia Civica Reggiana, affiancate da alcuni soldati francesi, attaccarono un manipolo di soldati austriaci rifugiatisi nel maniero di Montechiarugolo - intraprendendovi, successivamente, un conflitto a fuoco ravvicinato.

### Svolgimento
Dopo uno scambio di fucilate, vi furono due morti: il volontario Andrea Rivasi di Cavriago, il quale morì sul campo; e un secondo milite dall'identità ignota, che morì in seguito al trauma balistico(ferita da arma da fuoco) o per un avvelenamento da piombo. Dopo pochi giorni, secondo le cronache dell’epoca, si formò, a Montecchio Emilia, una Guardia Civica su imitazione di quella di Reggio Emilia e, il 27 ottobre 1796, si ottenne, dal comando francese, di poter esporre la bandiera del Tricolore sulla Torre dell’Orologio locale. Si trattava di quella stessa bandiera che, il 7 gennaio 1797, durante il Congresso di Reggio, la Repubblica Cispadana proclamò come Universale - con i suoi tre colori: Verde, Bianco e Rosso.
Alle 12, gli assedianti, inesperti nelle operazioni militari, esaurirono le munizioni e inviarono un messaggio a Reggio Emilia per richiedere rifornimenti e, se possibile, rinforzi. I rifornimenti arrivarono, ma non giunsero truppe di supporto. Già dal 2 ottobre, Napoleone aveva ordinato al generale Sandos di dirigersi verso Montechiarugolo per catturare le forze austriache. Con il pericolo che la battaglia causasse ulteriori vittime e la minaccia di un'esplosione nel deposito di polvere da sparo, il Podestà propose agli assedianti un incontro per avviare una trattativa. Dopo alcuni scambi di richieste, gli austriaci accettarono di arrendersi come prigionieri, pur mantenendo l'onore degli ufficiali, che lasciarono il campo con i loro cavalli e le armi personali. Il giorno seguente, una volta conclusa la resa, arrivò un generale inviato da Napoleone, che impose agli abitanti di Montecchio il pagamento di mille zecchini per non aver sostenuto la Guardia Civica reggiana. La battaglia di Montechiarugolo si concluse il 5 ottobre con un pranzo, a cui parteciparono alcuni ufficiali francesi, i tre ufficiali austriaci e il Podestà.

### Esito
Andrea Rivasi, poiché martire per eccellenza di tale conflitto e del Risorgimento, vi è divenuto simbolo e, a oggi, il palazzo del Municipio di Montechiarugolo e la sua piazza hanno assunto il suo cognome.
Lo stesso Napoleone Bonaparte volle lodare l’impresa dei primi patrioti italiani, commemorando i volontari periti in battaglia:
(Napoleone Bonaparte, in commemorazione dei caduti italiani durante la Battaglia di Montechiarugolo)

## Riproduzioni
Nel 2012 avvenne una riproduzione dei combattimenti, sul Campo di Battaglia, nella località originaria.
Una manifestazione avvenne il 4 ottobre del 2019, in memoria del 222º anniversario dall'inizio del conflitto.
Infine, il 12 ottobre del 2019, avvenne un'altra manifestazione per riprodurre l'evento, nella località di Montechiarugolo, in provincia di Parma. I festeggiamenti cessarono il 13 ottobre. La manifestazione si svolse nel borgo medievale della località, nella quale furono riprodotte le scene di battaglia e di preparazione degli armamenti.